# Tiquilia mexicana
Tiquilia mexicana är en strävbladig växtart som först beskrevs av Wats., och fick sitt nu gällande namn av A. Richardson. Tiquilia mexicana ingår i släktet Tiquilia och familjen strävbladiga växter. Inga underarter finns listade i Catalogue of Life.